# Ebert William Amâncio
Ebert William Amâncio, meglio noto come Betão (San Paolo, 11 novembre 1983), è un ex calciatore brasiliano, di ruolo difensore.

## Palmarès
- Torneo Rio-San Paolo: 1

Corinthians: 2002
- Coppa del Brasile: 1

Corinthians: 2002
- Campionato paulista: 1

Corinthians: 2003
- Campionato brasiliano: 1

Corinthians: 2005
- Campionato ucraino: 2

Dinamo Kiev: 2008-2009, 2014-2015
- Supercoppa d'Ucraina: 1

Dinamo Kiev: 2009